# Endagstidning
Endagstidning är ett begrepp som används för att klassificera tidningar med avseende på svenskt presstöd. En endagstidning är en tidning i dagstidningsformat som utkommer en dag per vecka, således egentligen en veckotidning men med viss inriktning.
Endagstidningarna inkluderades i presstödet när det tillkom, eftersom det fanns ett antal tidigare dagstidningar som lagt om till veckoutgivning av ekonomiska skäl, och för att det antogs att veckoutgivning var en realistisk möjlighet att starta nya tidningar.